# Eurypatagus
Genre
Eurypatagus est un genre d'oursins de la famille des Eurypatagidae.

## Description et caractéristiques
Ce sont de petits oursins irréguliers en forme de cœur vu du dessus. Une large bouche filtreuse est située sur la face inférieure de l'animal, et l'anus en position terminale arrière. Ils sont couverts de radioles (piquants) courtes et peu piquantes, et vivent enterrés dans le sédiment, qu'ils filtrent pour se nourrir : ils sont rarement aperçus vivants, mais leurs squelettes (« tests ») sont parfois retrouvés sur les plages.
Ce genre se distingue de ses voisins (comme Maretia) par ses pétales ouverts distalement, avec des zones perradiales étroites, et sa bouche en forme de haricot. 

## Liste des genres
Selon World Register of Marine Species (2 mars 2016) :
- Eurypatagus grandiporus Mortensen, 1948 -- Somalie
- Eurypatagus ovalis Mortensen, 1948 -- Philippines
- Eurypatagus parvituberculatus (H.L. Clark, 1924) -- Afrique du Sud

Eurypatagus grandiporus
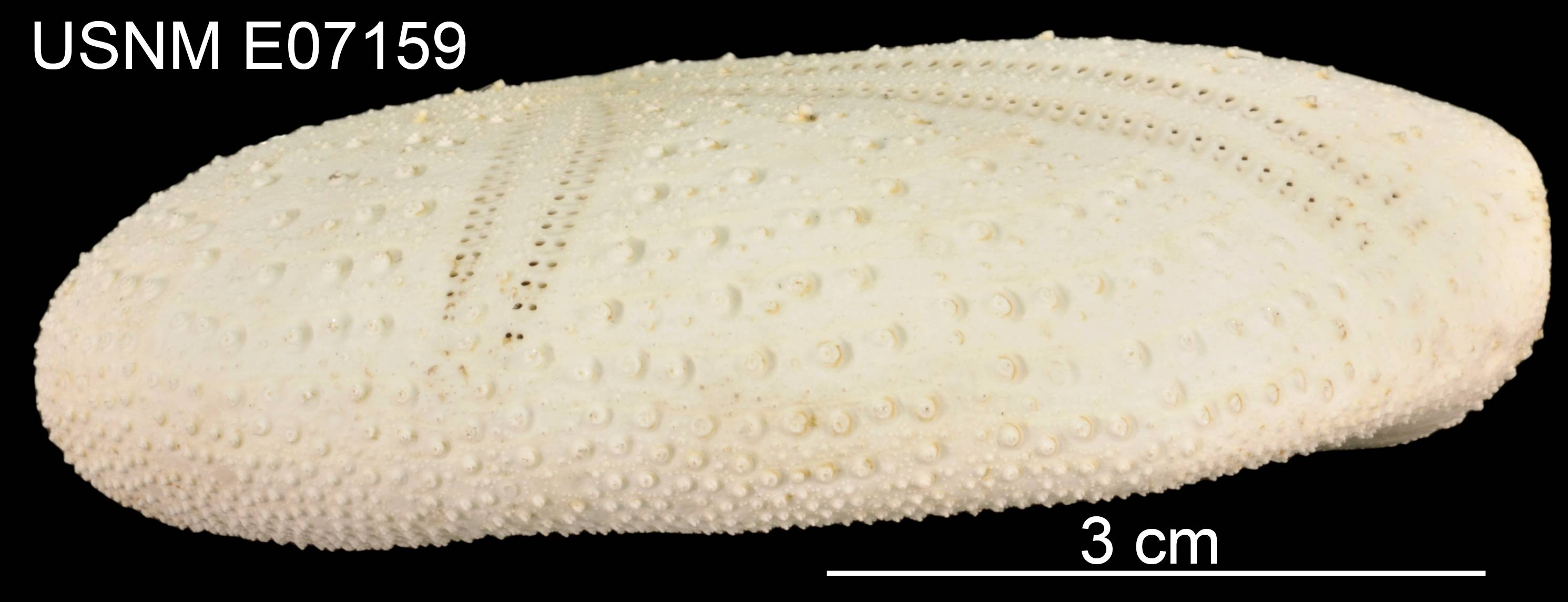
Eurypatagus ovalis